# Алан Макманус
А́лан Макма́нус (англ. Alan McManus, нар. 21 січня 1971 рік) — колишній шотландський професіональний гравець у снукер. Народився і мешкає в місті Глазго, Шотландія. За свої відмінні здібності в тактичній грі Макманус отримав прізвисько англ. Viewpoint.

## Кар'єра
Алан Макманус став професіоналом 1990 року після успіхів на національних аматорських змаганнях. У дебютному сезоні він досяг 1 / 2 фіналу на чемпіонату Великої Британії, переміг на турнірі Benson & Hedges Championship і став 41-м в рейтингу снукеристів. У наступному сезоні шотландець став фіналістом рейтингового турніру Asian Open і тоді ж досяг півфіналу чемпіонату світу. Ці досягнення дозволили йому після двох сезонів в мейн-турі потрапити до Топ-16 і посісти там 13-е місце.
У фіналі турніру Мастерс 1994 Алан грав зі Стівеном Хендрі, 5-разовим чемпіоном турніру, і виграв у нього у вирішальній партії. А потім, після ще декількох фіналів, він здобув і свій найвищий брейк у 143 очка на чемпіонаті світу. Вже на той час його гра мала стабільно високий клас, і тому Макманус піднявся на 6-ту сходинку у рейтингу.

Наступного сезону Алан здобув перемогу в рейтинговому турнірі — Dubai Classic, і залишився на 6-му місці світового рейтингу. Він зберігав цю позицію й наступного року, додавши в актив другу перемогу у відкритому чемпіонаті Таїланду і 3 півфінали (2 рейтингових і Мастерс).
Разом зі Стівеном Хендрі і Джоном Хіггінсом Алан здобув перемогу команді Шотландії на турнірі World Cup 1996 року, а через 5 років після того — на іншому командному змаганні Nations Cup. Також Макманус знову став півфіналістом першості світу 1997 року.
Стабільно високий клас гри Алана не здобув йому багато трофеїв — всього лише 6 перемог (дві з них — у командних турнірах) — і це за участі більш ніж у 20 фіналах. Він перебував у топ-16 з 1992 до 2006 року, але після невдалого сезону 2005/06 залишив елітний дивізіон. Останній великий успіх шотландця стався на Гран-при 2006 року, коли він дійшов до півфіналу; останній його вихід у фінальну стадію рейтингового турніру відбувся восени 2010 (World Open). Тепер[коли?] Макманус посідає 51-у позицію. 

Крім кар'єри снукериста Алан також був коментатором чемпіонату світу на каналі BBC (2007).
У квітні 2021 року після програшу в першому раунді кваліфікації на Чемпіонат світу оголосив про завершення професійної кар'єри гравця.

## Досягнення в кар'єрі
- Півфіналіст чемпіонат світу (1992, 1993)
- Чемпіон Мастерс (1994)
- Чемпіон Dubai Classic (1994)
- Чемпіон Thailand Open (1996)
- Переможець Benson & Hedges Championship (1990)
- Переможець Кубку світу (англ. World Cup, 1996, у складі шотландської команди)
- Переможець Кубку Націй (англ. Nations Cup, 2001, у складі шотландської команди)